# Aletia moriutii
Aletia moriutii is een vlinder uit de familie van de uilen (Noctuidae). De wetenschappelijke naam van de soort is voor het eerst geldig gepubliceerd in 1996 door Yoshimatsu & Hreblay.